# Diplazon walleyi
Diplazon walleyi là một loài tò vò trong họ Ichneumonidae.